# 努瓦耶勒莱韦尔梅勒
努瓦耶勒-莱韦尔梅勒（法語：Noyelles-lès-Vermelles，法語發音：[nwajɛl lɛ vɛʁmɛl]，意为“韦尔梅勒附近的努瓦耶勒”）是法国上法蘭西大區加来海峡省的一个市镇，属于贝蒂讷区。

## 地理
努瓦耶勒-莱韦尔梅勒（50°29'22"N, 2°43'33"E）面积2.53 平方千米，位于法国上法蘭西大區加来海峡省，该省份为法国北部沿海省份，西北濒北海，南至索姆省，东临北部省。
与努瓦耶勒-莱韦尔梅勒接壤的市镇（或旧市镇、城区）包括：康布兰、阿讷坎、马赞加尔布、韦尔梅勒。
努瓦耶勒-莱韦尔梅勒的时区为UTC+01:00、UTC+02:00（夏令时）。

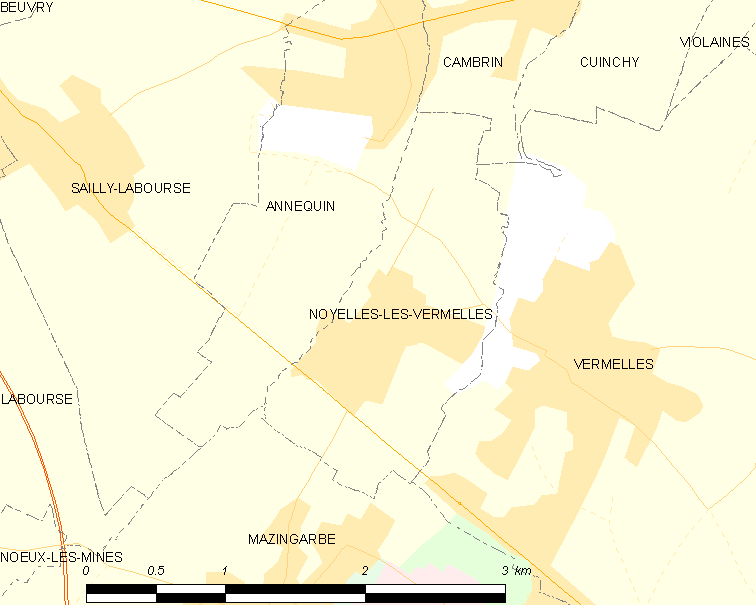
努瓦耶勒-莱韦尔梅勒的OSM定位图

## 行政
努瓦耶勒-莱韦尔梅勒的邮政编码为62980，INSEE市镇编码为62626。

## 政治
努瓦耶勒-莱韦尔梅勒所属的省级选区为杜夫兰县。

## 人口

1962-2008年间努瓦耶勒-莱韦尔梅勒人口变化图示

努瓦耶勒-莱韦尔梅勒于2022年1月1日时的人口数量为2278人。